# Sonnenwald (gemeindefreies Gebiet)

Das gemeindefreie Gebiet (rot) zum Zeitpunkt seiner Auflösung

Der Sonnenwald war ein gemeindefreies Gebiet im Landkreis Freyung-Grafenau mit dem Gemeindeschlüssel 09 272 462.

## Aufhebung der Gemeindefreiheit
Als gemeindefreies Gebiet auf der Gemarkung Schöfweg mit einer Fläche von zuletzt 365,56 Hektar bestand der Sonnenwald bis 31. Mai 2013. Am 1. April 2013 wurden 21 seiner 24 Flurstücke mit einer Gesamtfläche von 3.161.582 m² in die Gemeinde Schöfweg eingegliedert und drei Flurstücke mit einer Gesamtfläche von 494.061 m² in die Gemeinde Zenting eingegliedert. Gleichzeitig wurden drei Flurstücke mit einer Gesamtfläche von 20.939 m² aus dem Gebiet der Gemeinde Schöfweg, die bisher Enklaven im gemeindefreien Gebiet Sonnenwald waren, in die Gemeinde Zenting umgegliedert.